# Hiroši Ninomija
Hiroši Ninomija (japonsko 二宮 寛), japonski nogometaš in trener, 13. februar 1937.
Za japonsko reprezentanco je odigral 12 uradnih tekem.